# 孫鼎漢
孫鼎漢（?—?），清朝政治人物。举人出身。
同治10年（1871年），擔任清朝遵义府婺川縣知縣。后由勞炳章接任。